# Storkbett
Storkbett (Naevus occipitalis) kallas en röd fläck i nacken på nyfödda barn.
Mer sällsynt förekommer fläcken på pannan eller ögonlock. Färgen uppstår på grund av en större ansamling av blodkärl. Storkbett uppstår troligtvis genom små fel under embryots utveckling. Dessa fläckar utgör ingen fara och försvinner vanligtvis under det första levnadsåret.
Storkbett ska inte förväxlas med hemangiom som utgör en godartad blodkärlstumör.